# Pia Casa di Lavoro
La Pia Casa di Lavoro, oggi Complesso "Alessandro Gherardesca", è un vasto complesso edilizio ubicato a Livorno, in via Galilei, nei pressi del Cisternone e della chiesa di Sant'Andrea.
L'edificio è affiancato dall'Asilo "Carlo Grabau", un tempo annesso all'istituto della Pia Casa di Lavoro.

## Storia
La costruzione della Pia Casa di Lavoro, destinata in origine ad ospitare le persone più povere della città, risale alla prima metà dell'Ottocento.
Nel 1842 il progetto fu affidato a Alessandro Gherardesca, un architetto molto attivo nel Granducato di Toscana ed in particolare a Pisa; Gherardesca, nell'arco di due anni, approntò tre progetti distinti che furono oggetto di valutazione da parte della "Deputazione per le Opere di Pubblica utilità e Ornato", un ente istituito per la programmazione e realizzazione delle opere pubbliche della città.
I lavori iniziarono nel 1845, ma il cantiere subì notevoli rallentamenti tra il 1848 e 1849 a causa delle complesse vicende politiche del Granducato di Toscana.
Alla ripresa delle attività, l'opera fu portata a termine da Angiolo della Valle ed inaugurata nel 1861, sebbene in forme ridotte rispetto al colossale progetto originario.
Il complesso, solo lievemente danneggiato durante la seconda guerra mondiale, divenne quindi una casa di riposo per anziani fino alla costruzione di una nuova struttura alla periferia sud della città intorno al 1980. In anni più recenti, dopo un periodo di abbandono, è divenuto la sede di diverse istituzioni scolastiche e culturali (dal gennaio 2003 ospita l'Istituto Musicale "Pietro Mascagni"), nonché di alcuni uffici della Provincia e del piccolo Teatro delle Commedie, oggi Nuovo Teatro C.

## Descrizione
Il Complesso "A. Gherardesca" si estende su un lotto assai vasto che segna il limite della città ottocentesca.
L'edificio presenta una pianta articolata, con un fronte principale affiancato da due avancorpi fortemente pronunciati; sul retro emerge un grande volume centrale, che nel progetto originario avrebbe dovuto ergersi tra due cortili quadrati delimitati dai corpi di fabbrica delle ali laterali, solo in parte portati a termine.
La facciata sulla via Galilei misura oltre 180 metri di lunghezza, mentre nella parte centrale, chiusa tra i due avancorpi, si estende per ben 120 metri ed è impreziosita dalla presenza del gruppo scultoreo dell'Esule. La statua, opera di Temistocle Guerrazzi, fu compiuta intorno agli anni quaranta dell'Ottocento e, acquisita nel patrimonio comunale nel 1889, fu collocata nell'attuale posizione il 12 agosto 1904, in occasione del centenario della nascita di Francesco Domenico Guerrazzi.
L'ingresso principale dell'edificio è caratterizzato da un porticato definito da una successione di volte a vela che segnano l'accesso ad un piccolo cortile interno.
Da qui grandi corridoi, lungo i quali si aprono i vari ambienti, percorrono trasversalmente tutto il blocco principale, mentre sul fronte opposto del cortile si trova l'accesso alla grande cappella interna, a pianta rettangolare e suddivisa in tre navate da pilastri con archi a tutto sesto. Durante i lavori di restauro, l'artista livornese Antonio Vinciguerra realizzò degli affreschi e trompe-l'œil, nonché una scultura dedicata a Pietro Mascagni per la sede dell'omonimo istituto.
A lato del Complesso "A. Gherardesca", sempre sulla via Galilei, si trova l'edificio che un tempo ospitava l'Asilo "Carlo Grabau", una struttura di ricovero per l'infanzia e i piccoli orfani. Fu progettato da Angiolo della Valle e costruito tra il 1863 ed il 1865: si tratta un fabbricato di gusto neoclassico aperto da numerose finestre a lunetta semicircolare, tipiche dell'architettura di Pasquale Poccianti, con il quale della Valle aveva collaborato proprio nella realizzazione dell'Acquedotto di Colognole. Nel cortile coperto dell'asilo si trovava l'opera scultorea Madre educatrice, di Paolo Emilio Demi, successivamente trasferita nella Villa Fabbricotti. L'edificio, dopo un restauro conclusosi nell'aprile del 2009, è divenuto sede di alcuni uffici della Provincia; l'opera è stata impreziosita con affreschi del citato Antonio Vinciguerra.

## La Pia Casa di Lavoro nel Cinema
La Pia Casa di Lavoro, ha ospitato più location per le riprese di film. Nel 1948 Senza pietà, di Alberto Lattuada; vi era ambientata una scena che doveva svolgersi nel V Padiglione dell'Ospedale di Livorno, dove erano ricoverate e sottoposte a profilassi le prostitute arrestate nelle retate di Military Police e Polizia italiana. Nel 1960 per Tutti a casa, di Luigi Comencini, l'edificio, nella finzione cinematografica, era sede di un comando militare.